# Sandro Sotilli
Sandro Carlos Sotilli (Rondinha, 18 de agosto de 1973) é um ex-futebolista brasileiro que atuava como centroavante. Seu último clube profissional foi o Pelotas, em 2014.
Atualmente, segue carreira política, onde está filiado ao Solidariedade (SD).

## Carreira
O primeiro clube que o atacante vestiu a camiseta foi o São Paulo de Rondinha, ainda criança, aos nove anos. No início da carreira profissional, trabalhou com o então desconhecido treinador Tite.
Começou a carreira no Ypiranga, de Erechim, em 1992, quando tinha 19 anos. Sua estreia pelo Ypiranga no profissional foi contra o Inter, em 1996, onde ganhou de 2 a 1 e fez o segundo gol, o da vitória. Vestiu a camisa do Canarinho até 1997.
Em 1997, o Internacional tinha problemas para definir seu centroavante. Christian, Washington, Robson e Alberto disputavam a 9 colorada, sem convencer muito. No final do estadual, Christian levava vantagem sobre os demais, mas não era unanimidade. Para ser titular do Internacional, no Campeonato Brasileiro, a direção contratou Sotilli, que havia se destacado no estadual defendendo o Ypiranga.
Sua estreia ocorreria na abertura do Campeonato Brasileiro, contra o Corinthians. Mas, para azar de Sotilli, que começou no banco, Christian marcou três gols e foi o herói da vitória em São Paulo. Sotilli entrou no time no lugar de Fabiano. Na partida seguinte, contra a Portuguesa, no Beira-Rio, Sandro Sotilli começou como titular, ao lado de Christian, e marcou o primeiro gol da vitória colorada por 2–1. Nas seis primeiras partidas do clube no Campeonato Brasileiro, Sotilli atuou, seja como titular, seja entrando no time. Mas depois deixou de ser opção de banco. Após ficar oito partidas sem atuar, voltou ao time na derrota para o Juventude. Mais sete jogos fora, e retornou na goleada de 4–1 sobre o Bahia, onde ele marcou o terceiro gol. Ainda atuaria contra Flamengo e Palmeiras, no Campeonato Brasileiro.
No início da temporada de 1998, atuou em quatro amistosos preparatórios, marcando um gol contra o Santa Cruz. Também jogou contra o América MG, pela Copa do Brasil. Após a eliminação do Internacional da Copa do Brasil, Sandro Sotilli foi negociado com o Juventude.
Pelo Juventude, teve a primeira grande conquista da sua carreira, que foi o título do Campeonato Gaúcho de 1998.
Foi artilheiro do Gauchão em 2002, quando jogava pelo 15 de Novembro, de Campo Bom, com 21 gols.
Em 2004, após ser artilheiro do Gauchão, defendendo o Glória, quando balançou as redes 27 vezes, o Internacional voltou a contratar Sotilli, apenas para negociá-lo com o exterior.
No futebol mexicano, atuou por Necaxa, Jaguares, Dorados e León
Em 2009, pelo São José, alcançou sua melhor média de gols na carreira: 13 tentos em 14 partidas.
Iniciou 2012 pelo São Luiz, de Ijuí.
Depois de mais de vinte anos de carreira pelos gramados, anunciou a aposentadoria em novembro de 2014, após sua sexta passagem pelo Pelotas.

### Artilharia
Só na primeira divisão do Gauchão são 111 gols, o que o torna o maior artilheiro da história do estadual.

### Estatísticas
Atualizado em 8 de abril de 2015.
| Clube         | Temporada           | Liga Nacional       | Liga Nacional | Liga Nacional | Copa Nacional | Copa Nacional | Copa Continental | Copa Continental | Estadual | Estadual | Total | Total |
| Clube         | Temporada           | Divisão             | Jogos         | Gols          | Jogos         | Gols          | Jogos            | Gols             | Jogos    | Gols     | Jogos | Gols  |
| ------------- | ------------------- | ------------------- | ------------- | ------------- | ------------- | ------------- | ---------------- | ---------------- | -------- | -------- | ----- | ----- |
| Internacional | 1997                | Série A             | 10            | 2             | 0             | 0             | 0                | 0                | 0        | 0        | 10    | 2     |
| Internacional | 1998                | Série A             | 0             | 0             | 1             | 0             | 0                | 0                | 0        | 0        | 1     | 0     |
| Internacional | Total Internacional | Total Internacional | 10            | 2             | 1             | 0             | 0                | 0                | 0        | 0        | 11    | 2     |
| São José      | 2009                | Estadual            | 0             | 0             | 0             | 0             | 0                | 0                | 10       | 11       | 10    | 11    |
| São José      | Total São José      | Total São José      | 0             | 0             | 0             | 0             | 0                | 0                | 10       | 11       | 10    | 11    |
| Pelotas       | 2010                | Série D             | 11            | 0             | 0             | 0             | 0                | 0                | 14       | 6        | 25    | 6     |
| Chapecoense   | 2010                | Série C             | 0             | 0             | 0             | 0             | 0                | 0                | 0        | 0        | 3     | 0     |
| Chapecoense   | Total Chapecoense   | Total Chapecoense   | 3             | 0             | 0             | 0             | 0                | 0                | 0        | 0        | 3     | 0     |
| Pelotas       | 2011                | Estadual            | 0             | 0             | 0             | 0             | 0                | 0                | 14       | 4        | 14    | 4     |
| São Luiz      | 2012                | Estadual            | 0             | 0             | 0             | 0             | 0                | 0                | 9        | 0        | 9     | 0     |
| São Luiz      | Total São Luiz      | Total São Luiz      | 0             | 0             | 0             | 0             | 0                | 0                | 9        | 0        | 9     | 0     |
| Pelotas       | 2015                | Estadual            | 0             | 0             | 0             | 0             | 0                | 0                | 6        | 1        | 6     | 1     |
| Pelotas       | Total Pelotas       | Total Pelotas       | 11            | 0             | 0             | 0             | 0                | 0                | 34       | 11       | 45    | 11    |

### Livro
Em outubro de 2021, foi lançado o livro intitulado "Sandro Sotilli: de Rondinha para o mundo", escrito por Leonardo Cantarelli. A obra aborda desde a infância em Rondinha, passando por bons momentos no Juventude, 15 de Campo Bom, Glória de Vacaria e Pelotas, até se tornar o maior artilheiro da história do Campeonato Gaúcho. Houve evento de lançamento em Rondinha, Pelotas e Vacaria.

## Títulos
Juventude
- Campeonato Gaúcho: 1998

Ceará
- Campeonato Cearense de Futebol de 1999

Paulista (Etti Jundiaí)
- Campeonato Paulista de Futebol de 2001 - Série A2

15 de Novembro
- Campeonato do Interior Gaúcho de 2002
- Campeonato do Interior Gaúcho de 2003

Caxias
- Copa FGF de 2007

Pelotas
- Copa FGF de 2008
- Recopa Gaúcha de 2014

## Honrarias
Artilharias
- Campeonato Gaúcho de Futebol de 2002: 15 Gols (pelo 15 de Novembro)
- Campeonato Gaúcho de Futebol de 2004: 27 Gols (pelo Glória)

Prêmio individuais
- Melhor jogador do Campeonato Gaúcho de Futebol de 2004
- Chuteira de Ouro da Revista Placar: Artilheiro do Brasil no mês de Maio de 2004

## Política
Em 2014, Sandro Sotilli tornou-se candidato a Deputado Estadual do Rio Grande do Sul pelo Partido Socialista Brasileiro (PSB), obteve 7.689 votos (0,13% do total), não se elegendo.

Posteriormente filiou-se ao Democratas (DEM) e atualmente está filiado ao Solidariedade (SD).